# グリンリー・フィールド
グリンリー・フィールド（Greenlee Field）は、アメリカ合衆国のペンシルベニア州ピッツバーグにかつて存在した野球場。ニグロリーグに参加していたピッツバーグ・クロフォーズのかつての本拠地球場である。
黒人が人種差別によって迫害され、黒人野球選手が大リーグへの参加を許されていなかった1930年代に建設された、史上初のニグロリーグ専用球場。それまでニグロリーグの試合は大リーグの球場を留守中に借りて行われており、しかもロッカールームなどグラウンド以外の設備の使用は禁じられていたため、当時実力・経済力ともに隆盛を誇ったクロフォーズは自身の専用球場建設に踏み切った。
ピッツバーグのヒル地区ベッドフォード通り沿いにあった土地を借り、10万ドルをかけて建設された6,000人収容の球場はクロフォーズオーナーのガス・グリンリーの名前を取って「グリンリー・フィールド」と名付けられた。1932年4月29日、ニューヨーク・ブラックヤンキースを迎えてこけら落としの試合が行われた。
しかしその後、給料がよく人種差別もない中南米諸国のチームへ選手が流出するようになり、またグリンリー自身も儲けの少ない球団経営に興味を失ったことからクロフォーズは衰退。1938年12月10日、グリンリー・フィールド最終戦が行われ、翌年に球場は取り壊された。